# Ordinateur optique
Un ordinateur optique (ou ordinateur photonique) est un ordinateur numérique qui utilise des photons pour le traitement des informations, alors que les ordinateurs conventionnels utilisent des électrons.
Les photons ont la particularité de ne pas créer d'interférence magnétique, de ne pas générer de chaleur et de se propager très rapidement, ce qui peut être utile dans un ordinateur quantique. Les transistors optiques sont beaucoup plus rapides que les transistors électroniques. Des ordinateurs optiques pourraient être plus puissants que les ordinateurs conventionnels actuels.

## Historique
Les chercheurs ont essayé de concevoir des ordinateurs optiques depuis le début des années 1970. Des progrès significatifs ont été effectués dans les années 1980, mais la technologie en est toujours à ses débuts. En 1990, une équipe des laboratoires Bell dirigée par Alan Huang a construit le premier ordinateur optique, composé de séries de lasers, d'optiques et de miroirs ; il n'était capables que de faire des additions.
Les nombreuses difficultés de mise en œuvre existaient, dont la miniaturisation des composants optiques, qui rendaient hypothétique la sortie d'un ordinateur classique purement optique dans le proche avenir. On espèrait toutefois pouvoir utiliser ce concept pour résoudre certains problèmes via des « ordinateurs mixtes ».

## Inconvénients
La relative facilité de construction de l'ordinateur électronique conventionnel vient de la facilité de transporter l'information d'un endroit à un autre sous forme d'électrons, et de la possibilité de la stocker durablement en utilisant les électrons pour modifier l'état d'une mémoire (condensateur, disque dur ou autre).
Tel n'est pas le cas en optique : les photons ne se stockent pas sur un support (la mémoire de masse à photons n'existe donc pas). Et il est plus délicat de le transférer d'un point à un autre de façon fiable : il se propage en ligne droite (aux phénomènes de diffraction près : voir photon, diffraction et principe d'optique non linéaire). On maitrise les guides optiques tels que les fibres optiques, mais ils restent plus compliqués à intégrer dans l'ordinateur qu'un simple fil métallique conducteur facile à souder. De la mémoire RAM peut en revanche se faire en montant les transistors optique en bascule.
D'autre part, le terme d'ordinateur optique recèle déjà en lui-même une ambiguïté. Alors que l'informatique habituelle permet de traiter par la programmation des problèmes dits universels, les systèmes à base d'optique ne se prêtent bien qu'à la résolution de certains problèmes, en particulier ceux qui concernent le traitement de signal et d'image.

## Atouts
L'optique a cependant ses atouts : elle utilise les trois dimensions de l'espace, puisqu'à une direction de propagation sont associées deux directions perpendiculaires suivant lesquelles on peut réaliser des images. Toute lentille réalise sur une image une opération algébrique extrêmement utile, la transformation de Fourier sur deux variables d'espace (les deux directions perpendiculaires à la propagation). Sans entrer dans le détail, cette opération est à la base de nombreuses applications spécialisées, dont la reconnaissance d'image.
En termes de puissance de calcul, les transistors optiques sont très rapides, et les ordinateurs optiques de laboratoire ont déjà des performances remarquables : jusqu'à 5x10^12 opérations par seconde (5 TeraOPS), mais il ne s'agit alors que d'opérations spécialisées de traitement de signal.
La comparaison avec l'électronique doit se faire avec des circuits intégrés spécialisés pour une opération de traitement de signal, et qui ont donc des performances bien supérieures à celles des microprocesseurs universels : un circuit de traitement de signal tel que le STi 3220 pour l'analyse de mouvement d'images vidéo, comprenant un million de transistors répartis en 256 processeurs, a une puissance de calcul de 14 000 MFLOPS, alors qu'un microprocesseur de même taille et technologie ne réalise que 50 MFLOPS.
L'ordinateur optique est donc avant tout un processeur de signal ou d'image. Mais de récents progrès en optique non linéaire, notamment grâce à l'effet Kerr, permettent d'envisager des portes logiques plus complexes, et ouvrir cette technologie à un champ plus large d'applications.